# Joza Ivakić
Joza Ivakić (Vinkovci, 18. ožujka 1879. – Zagreb, 6. kolovoza 1932.) hrvatski književnik, kazališni i filmski redatelj

## Životopis
Joza Ivakić gimnaziju je završio u Vinkovcima, klasičnu filologiju i slavistiku diplomirao je na Mudroslovnom fakultetu u Zagrebu.

## Djela

### Romani
- Mladost i život
- Kapelan

### Pripovijetke
- Matišina ljubav
- Maćuva
- Mlada žena
- Didak i baka
- Šogorica
- Gospodična Jelica